# سوني إريكسون C702
سوني إريكسون C702 (بالإنجليزية: Sony Ericsson C702)‏ هو هاتف محمول من سوني موبايل كوميونيكيشنز، تم طرحه في الأسواق في يونيو 2008.

## الخصائص
- الكاميرا الخلفية: 3.2 ميجابكسل
- الشاشة: إل سي دي 240×320
- الوزن: 105 غ (3.7 أونصة)